# Рингстад, Стиан
Стиан Лундер Рингстад (норв. Stian Lunder Ringstad; род. 29 августа 1991, Хага, Акерсхус) — норвежский футболист, защитник, бывший игрок сборной Норвегии.

## Клубная карьера
Рингстад начал профессиональную карьеру в клубе «Лиллестрём». 5 апреля 2009 года в матче против «Олесунна» он дебютировал в Типпелиге. 29 марта 2014 года в поединке против «Хёугесунна» Стиан забил свой первый гол за «Лиллестрём».
В начале 2016 года Рингстад перешёл в португальскую «Брагу». В матче против «Риу Аве» он дебютировал в Сангриш лиге.
В начале 2017 года Стиан вернулся на родину в «Стрёмсгодсет», из-за того, что не смог выиграть конкуренцию в «Браге». 2 апреля в матче против «Хёугесунна» он дебютировал за новую команду.

## Международная карьера
27 мая 2014 года в товарищеском матче против сборной Франции Рингстад дебютировал за сборную Норвегии, заменив в конце второго тайма Мартина Линнеса.

## Статистика

### Матчи Рингстада за сборную Норвегии
| Матчи Рингстада за сборную Норвегии | Матчи Рингстада за сборную Норвегии | Матчи Рингстада за сборную Норвегии | Матчи Рингстада за сборную Норвегии | Матчи Рингстада за сборную Норвегии | Матчи Рингстада за сборную Норвегии |
| ----------------------------------- | ----------------------------------- | ----------------------------------- | ----------------------------------- | ----------------------------------- | ----------------------------------- |
| №                                   | Дата                                | Соперник                            | Счёт                                | Голы Рингстада                      | Соревнование                        |
| 1                                   | 27 мая 2014                         | Франция                             | 0:4                                 | —                                   | Товарищеский матч                   |

Итого: 1 матч / 0 голов; 0 побед, 0 ничьих, 1 поражение.